# برسنیک (کرایوو)
برسنیک (به صربی: Bresnik) یک منطقهٔ مسکونی در صربستان است که در کرالیفو واقع شده‌است. برسنیک ۱۸۴ نفر جمعیت دارد.